# Ragioneria generale dello Stato
La Ragioneria generale dello Stato (in acronimo RGS) è un dipartimento del Ministero dell'economia e delle finanze della Repubblica Italiana.

## Ruolo amministrativo
Si occupa della predisposizione del bilancio di previsione e del rendiconto generale dello Stato (bilancio consuntivo), della tenuta della contabilità, della vigilanza sulla spesa pubblica - in particolare degli agenti contabili - e dell'accertamento delle entrate. 
Riveste inoltre compiti di vigilanza sull'attività finanziaria e contabile degli enti pubblici e degli enti locali (attraverso l'esame degli atti deliberativi degli enti stessi, tramite ispezioni o a mezzo di propri revisori). 
La Ragioneria generale dello Stato inoltre monìtora la spesa concernente il pubblico impiego, opera previsioni, stime e proiezioni correlate con le proposte legislative del governo.

## Struttura organizzativa
È retta dal ragioniere generale dello Stato, dirigente generale con incarico di capo dipartimento. A livello centrale, opera attraverso gli Ispettorati, retti da dirigenti generali, e gli uffici centrali del bilancio (ex ragionerie centrali) allocati presso ogni ministero, che hanno competenza sulla contabilità dei singoli dicasteri. A livello locale opera invece attraverso ragionerie provinciali, che sovrintendono alla contabilità degli uffici territoriali dello Stato.

## Elenco dei ragionieri generali dello Stato dal 1870
Elenco dei ragionieri di stato dal 1870 ad oggi. 
- Giovan Battista Picello, dal 30 marzo 1870 al 31 ottobre 1875
- Giuseppe Cerboni, dal 10 aprile 1876 al 30 aprile 1891
- Luigi Orsini, dal 1º maggio 1892 al 30 settembre 1897
- Michele Coenda, dal 1º ottobre 1897 al 1º luglio 1899
- Emilio Melani, dal 1º agosto 1899 al 30 novembre 1905
- Gaetano Riccio, dal 1º dicembre 1905 al 30 aprile 1907
- Paolo Bernardi, dal 1º maggio 1907 al 30 agosto 1919
- Vitantonio De Bellis, dal 1º settembre 1919 al 7 luglio 1932
- Ettore Cambi, dal 16 agosto 1932 al 16 settembre 1944
- Gaetano Balducci, dal 26 settembre 1944 al 24 dicembre 1953
- Benvenuto Bertoni, dal 24 dicembre 1953 al 31 luglio 1956
- Carlo Marzano, dal 1º agosto 1956 al 9 settembre 1967
- Gaetano Stammati, dal 14 settembre 1967 al 22 aprile 1972
- Vincenzo Firmi, dal 24 maggio 1972 al 5 febbraio 1974
- Vincenzo Milazzo, dal 20 febbraio 1974 al 10 gennaio 1983
- Giovanni Ruggeri, dall'11 gennaio 1983 al 31 agosto 1989
- Andrea Monorchio, dal 1º settembre 1989 al 31 luglio 2002
- Vittorio Grilli, dal 5 agosto 2002 al 20 maggio 2005
- Mario Canzio, dal 20 maggio 2005 al 17 maggio 2013
- Daniele Franco, dal 17 maggio 2013 al 14 maggio 2019
- Biagio Mazzotta, dal 21 maggio 2019 al 1º agosto 2024
- Daria Perrotta, dal 7 agosto 2024